# Abarema glauca
Abarema glauca és una espècie de llegum del gènere Abarema de la família Fabaceae. Es troba a Cuba, República Dominicana, Veneçuela. Els noms rurals comuns són: Caracolí, Mijaguao, Paují, Jijaguao i Merey Montañero.

## Sinonímia[1]
- Jupunba glauca, (Urb.) Britton & Rose
- Jupunba savannarum, (Britton) Britton & Rose
- Pithecellobium glaucum, Urb.
- Pithecellobium savannarum, Britton